# Flughafen-Express
| \| \| Berlin-Charlottenburg \| * \| * \| \| \| Berlin Zoologischer Garten \| * \| * \| \| \| Berlin Hbf \| \| \| \| \| Berlin Gesundbrunnen \| \| \| \| \| Berlin Friedrichstraße \| * \| * \| \| \| Berlin Alexanderplatz \| * \| * \| \| \| Berlin Ostbahnhof \| * \| * \| \| \| Berlin Ostkreuz \| \| \| \| \| \| \| \| \| \| ✈ Flughafen BER \| \| \| \| \| \| \| \| \| * einzelne Fahrten \| \| \| \| |                            |   |   |
| Kopfbahnhof Streckenanfang | Berlin-Charlottenburg      | * | * |
| Bahnhof | Berlin Zoologischer Garten | * | * |
| Kopfbahnhof Streckenanfang · Bahnhof | Berlin Hbf                 |   |   |
| Bahnhof · Strecke | Berlin Gesundbrunnen       |   |   |
| Strecke · Bahnhof | Berlin Friedrichstraße     | * | * |
| Strecke · Bahnhof | Berlin Alexanderplatz      | * | * |
| Strecke · Bahnhof | Berlin Ostbahnhof          | * | * |
| Bahnhof · Bahnhof | Berlin Ostkreuz            |   |   |
| Abzweig geradeaus und von links · Strecke nach rechts |                            |   |   |
| Kopfbahnhof Streckenende | ✈ Flughafen BER            |   |   |
| |                            |   |   |
| * einzelne Fahrten |                            |   |   |

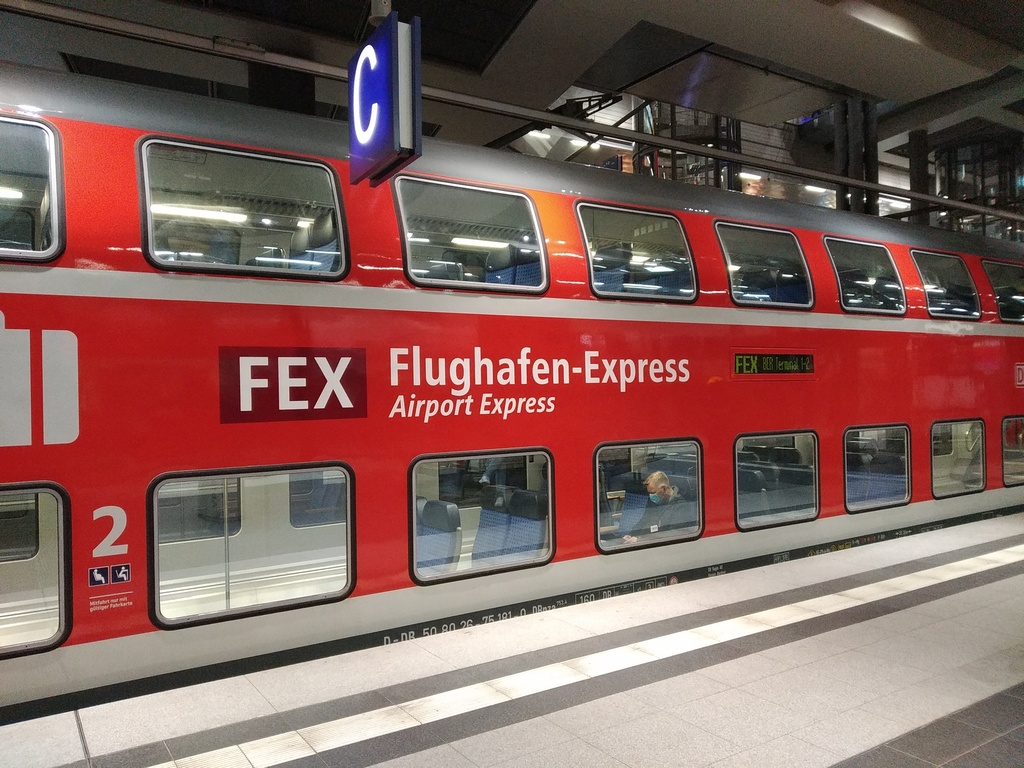
Doppelstockwagen des FEX im Hauptbahnhof

Der Flughafen-Express (FEX) ist eine deutsche Zuggattung im Schienenpersonennahverkehr. Die einzige Linie dieser Gattung trägt ebenfalls das Kürzel FEX und wird von DB Regio im Verkehrsverbund Berlin-Brandenburg (VBB) betrieben. Sie dient der Anbindung des Flughafens Berlin Brandenburg an den Berliner Hauptbahnhof.

## FEX in Berlin

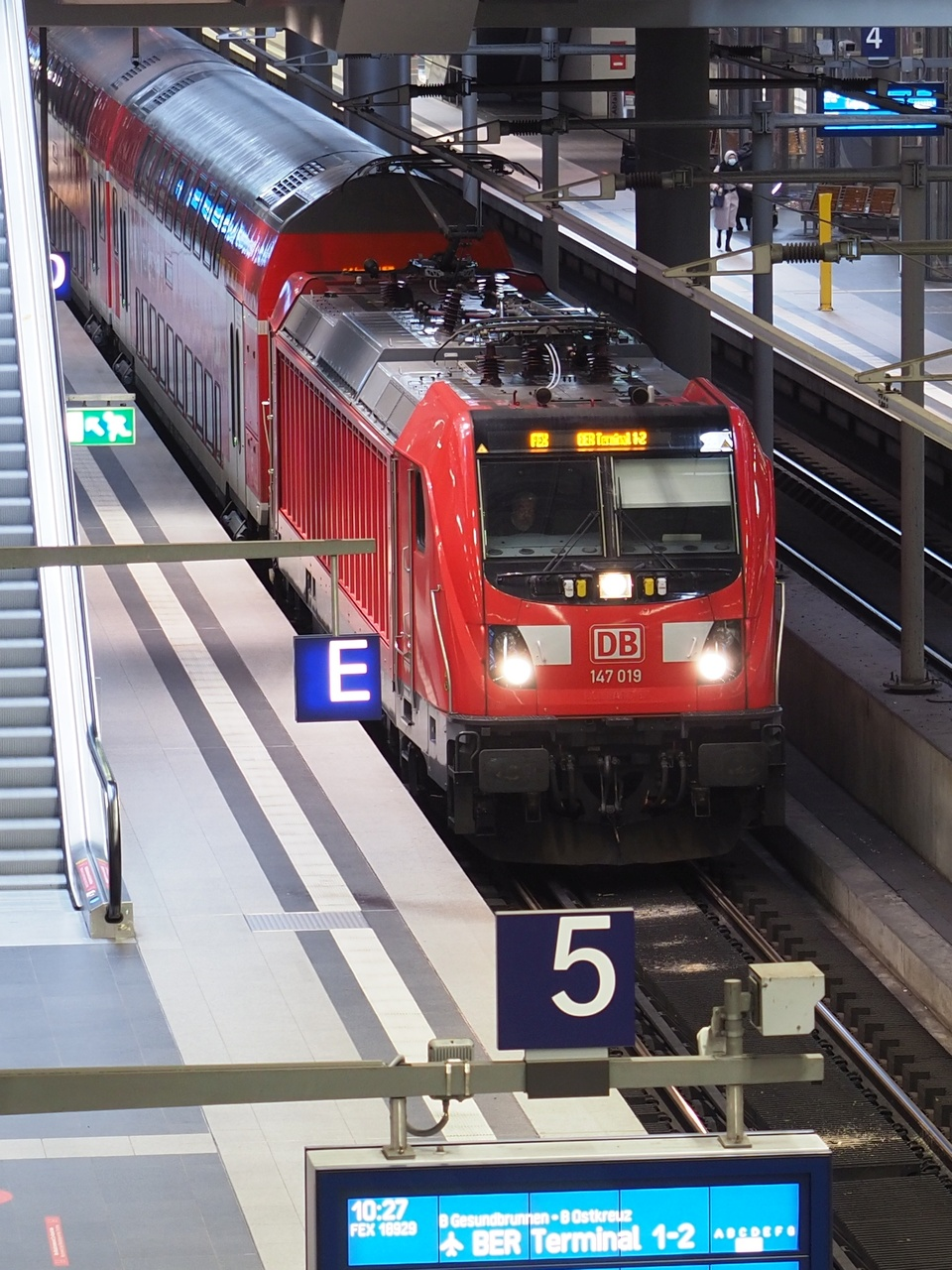
FEX im Hauptbahnhof

### Geschichte
Der Flughafen-Express wird vom Verkehrsverbund Berlin-Brandenburg als Aufgabenträger der Länder Brandenburg und Berlin bestellt. Dazu wurde kein neuer Verkehrsvertrag geschlossen, sondern zunächst das bestehende Vergabenetz Stadtbahn 1, das bis Dezember 2022 von DB Regio betrieben wurde, um den Flughafen-Express erweitert.
Der FEX ist seit der Eröffnung des Flughafens Berlin Brandenburg am 31. Oktober 2020 in Betrieb. Seitdem beginnt der FEX im Berliner Hauptbahnhof und fährt über die Nord-Süd-Fernbahn und die Berliner Ringbahn (Fernbahn) zum Bahnhof Berlin Gesundbrunnen. Von dort folgt die Linie der Ringbahn bis zum Bahnhof Berlin Ostkreuz. Anschließend fährt der FEX ohne weiteren Halt über die Berlin-Görlitzer Bahn und den Abzweig in Bohnsdorf Süd zum Zielbahnhof Flughafen BER. Für diese Strecke benötigt er rund 30 Minuten. Am selben Tag wurde zudem der Personenverkehr am Bahnhof Flughafen BER mit drei weiteren Regionalverkehrs-, zwei S-Bahn- und einer Intercity-Linie aufgenommen. Der FEX soll die bestehenden Linien ergänzen und verkehrt täglich zwischen 3 und 24 Uhr zweimal stündlich.
Für den Zeitraum von Dezember 2022 bis Dezember 2034 gehört der Flughafen-Express zum Los 2 des Netzes Elbe-Spree, das vom VBB ausgeschrieben und an DB Regio vergeben wurde.
Nach der Fertigstellung der Dresdener Bahn zwischen Berlin Südkreuz und Blankenfelde soll der FEX über diese Strecke fahren und nur an den Bahnhöfen Potsdamer Platz und Südkreuz halten. Außerdem soll er ab diesem Zeitpunkt viermal pro Stunde verkehren. Die Umstellung erfolgt zum Fahrplanwechsel am 14. Dezember 2025. Die Fahrzeit vom Hauptbahnhof verkürzt sich von 39 Minuten auf 23 Minuten.

### Betrieb
Planmäßig werden die Züge aus einer Elektrolokomotive der Baureihe 147 und vier Bombardier-Doppelstockwagen, davon ein Steuerwagen, zusammengesetzt. Beide Wagenklassen werden angeboten, wobei die Fahrzeuge teilweise an die besonderen Bedürfnisse von Flugreisenden angepasst wurden. Dazu zählen insbesondere große Stauräume durch ausgebaute Sitze für Gepäck in einem Wagen. In allen anderen Wagen stehen keine Kofferablagen zur Verfügung, sodass das Gepäck auf den Sitzen verstaut werden muss. Nach 2022 sollten andere Wagen zum Einsatz kommen.
Durch das Zusammenkuppeln von Wagen mit Hoch- und Tiefeinstieg sind die Fahrzeuge eingeschränkt barrierefrei.
Der FEX ist in den Tarif des Verkehrsverbunds Berlin-Brandenburg sowie in den Deutschlandtarif eingebunden.
Ab Bahnhof Flughafen BER fährt der FEX weiter als Linie RB 24 nach Wünsdorf-Waldstadt (über Blankenfelde) bzw. als Linie RB 32 nach Ludwigsfelde.